# JR West série 207
Pour les articles homonymes, voir Série 207 (homonymie).
La série 207 (JR西日本207系電車, JR Nishinihon 207 Keidensha) est un type de rame automotrice japonaise à courant continu exploitée par la West Japan Railway Company (JR West) et apparue en 1991, exploitée essentiellement sur les lignes du Keihanshin dans le Kansai.Ce train n'a aucun rapport avec la série 207 construite par JNR et exploitée par JR East jusqu'en 2009.

## Histoire
La série 207 est le premier train de banlieue à 4 portes conçu par JR West après la privatisation de la JNR. Il a été fabriqué chez Kawasaki Heavy Industries, Kinki Sharyo, Hitachi, JR West Gōtō General Vehicle Station et JR West Takatori Factory.
La série exploitée par la JR East,la E207-500 et un dérivé de la série E205 très répandue depuis les années 1980 qui est actuellement en cours de réforme (actuellement disparue dans le secteur JR East, quelques modèles subsistant dans le giron de la JR West).
À l'origine, la ligne de connexion Katafukū, nom provisoire au moment de la construction de la ligne JR Tōzai, qui relie la ligne Katamachi et la ligne Fukuchiyama a été prévue en tant que ligne type métro. On a décidé de remplacer les anciennes série 103 par un nouveau modèle à 4 portes. La série 207 est un véhicule conçu et mis en place à cet effet, mais on a décidé de continuer la production de ce modèle, en plus des unités prévues pour la ligne Tozai, en tant que véhicule de banlieue standard JR West pour un fonctionnement sur chaque ligne qui est reliée à la ligne JR Tozai et de remplacer les anciens modèles restants.
La production de la série 207 a pris fin en 2003 et est passée à la série 321 depuis 2005. Quatre voitures ont été rayées des listes en raison de l'accident ferroviaire d'Amagasaki.

## Caractéristiques

### Extérieur
La carrosserie est en acier inoxydable excepté l’extrémité des voitures de tête qui sont en acier. Alors que les trains de banlieue conventionnels avaient une largeur de 2,8 m, cette série se caractérise par le fait que la carrosserie est large de 2,95 m, choix que l'on voit dans les trains de banlieue visant à augmenter la capacité (la JR East étant la première à l'appliquer).
La face est de forme semi-cylindrique avec une porte de secours au centre. Au total, quatre phares et feux arrière carrés sont alignés côte à côte.
La livrée est la même que pour les séries 321 (qui les a repris). Une grande bande bleu foncé au niveau des fenêtres, et dessous, une bande jaune, une fine bande blanche et une bande du même bleu que celui au niveau des fenêtres.
À l'origine les séries 207 étaient peintes d'une livrée composée de deux bandes bleues (cyan au-dessus et bleu cobalt en dessous).

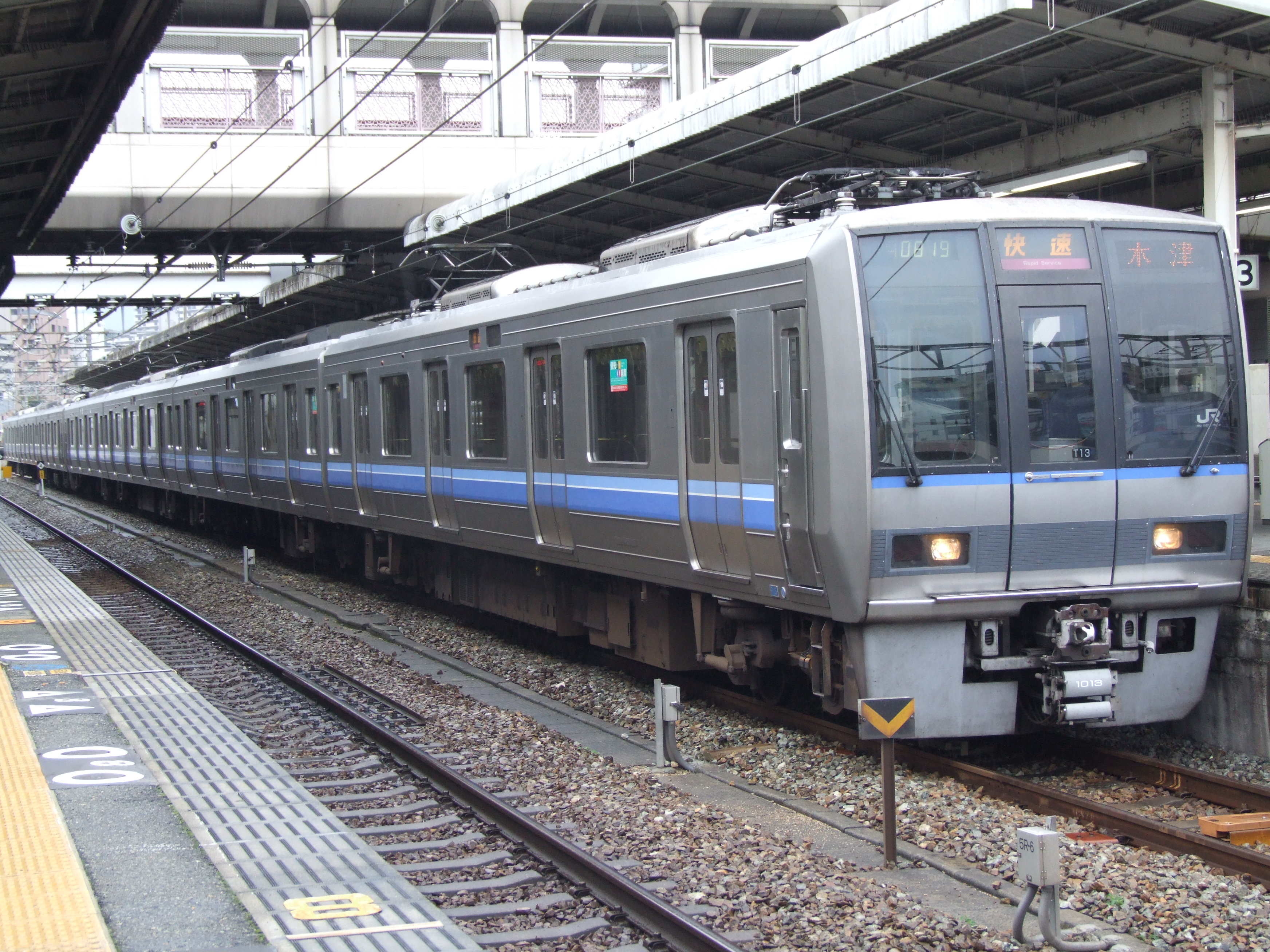
Livrée originale de la série 207

L'indicateur de type de train / destination (girouette) est une combinaison d'une girouette papier rotatif et du type LED couleur, identique à celle adoptée sur la série 221. La girouette papier rotatif indique le type / la section de ligne du train et la LED indique la destination.

### Intérieur
L'agencement des sièges est longitudinal, habituel sur les trains de banlieue au Japon. Des banquettes pour six personnes sont installées entre les portes et des banquettes pour trois (quatre bien serrées) aux extrémités des voitures. Avec la rénovation, des cloisons séparant les banquettes en 2*3 places ont été installées, servant aussi de support de maintien pour les passagers debout.
Au début de l'opération, la moquette bleue était utilisée pour les sièges, mais depuis 2010, les sièges ont été progressivement remplacés par des sièges verts.
De plus, un interrupteur de porte semi-automatique est installé sur les portes latérales, qui est utilisé dans les sections calmes et certaines gares avec de longs temps d'arrêt pour maintenir la température à l'intérieur du train en été et en hiver. L'interrupteur de porte semi-automatique peut ouvrir et fermer depuis l'intérieur de la voiture, mais seul l'interrupteur d'ouverture est utilisé à l'extérieur de la voiture pour simplifier le câblage.
Pour les vitres latérales, des fenêtres fixes en double vitrage ont été adoptées pour l'efficacité de la climatisation, l'effet d'insonorisation et la prévention de la condensation de rosée en hiver .
Des dispositifs d'affichage d'information pour les passagers de type LED, sont installés en quinconce au-dessus des portes à un total de quatre emplacements par voiture(alternativement sur le côté opposé). En plus de fournir des informations sur les stations, il est également utilisé comme support publicitaire .
L'espace UFR n'est installé que dans les années 2000.

### Spécifications
Du fait d'une production sur 12 ans, les séries 207 ont différentes sur certains points techniques, alors que l'apparence ne change pas.
Pour le contrôle du circuit principal, un onduleur VVVF (la série 0 utilise un système de contrôle du hacheur avec des thyristors GTO modulée par une MLI ) a été adopté pour la première fois dans un véhicule de la JR West .Étant donné que la période de fabrication est aussi longue que 12 ans les premières generations utilisent des composants GTO et la dernière des IGBT.
Les pantographes de type WPS27 (en diamant)possède une mesure de sécurité contre la déconnexion avec la caténaire rigide présente sur la ligne JR Tozai.
En ce qui concerne la transmission , le modèle WN (Westinghouse - Natal) a été adopté pour la première fois sur un train de ligne conventionnel JNR/JR . À partir de cette série 207 , la transmission WN est devenue la norme pour les nouveaux modèles de la JR West, à quelques exceptions près . Le rapport de démultiplication est de 14:99 (7,07).
La vitesse maximale d’opération est de 120 km/h, une première pour un train de banlieue de la JR West. Dès le début de la production, des mesures pour les régions froides, la fonction de porte semi-automatique, et les freins anti-neige ont été prises, et ce modèle peut être utilisé dans toute la zone électrifiée 1500V DC du reseau JR West.

#### Série 207-0
Le dispositif de commande (WPC1) se compose d'un circuit hacheur buck-boost  composé de thyristors GTO et d' un inverseur à 3 niveaux utilisant un élément de transistor de puissance (PTr).
L'alimentation auxiliaire se compose d'un inverseur à transistor et est équipée du WSC28 d'une capacité nominale de 122 kVA, et le compresseur d'air est équipé du WMH3093-WTC2000A à mouvement alternatif.
Le moteur de traction est équipé du WMT100 d'une puissance de 155 kW. .....WMT107 de 200 kW sur les éléments rénovés.

#### Série 207-1000
Le dispositif de commande (WPC3A) est équipé d'un dispositif de commande d'inverseur VVVF, contrairement à la série 0,qui a des éléments de transistor de puissance. L'élément thyristor GTO Toshiba est adopté, entraînant un groupe de moteurs avec un onduleur. Ce dispositif de contrôle a également été adopté dans la série 281 et la série 223 série 0.
L'alimentation auxiliaire se compose d'un hacheur GTO et d'un onduleur IGBT , type WSC31 d'une capacité nominale de 122 kVA , et le compresseur d'air est équipé du même WMH3093-WTC2000A à mouvement alternatif que la série 0.

#### Série 207-2000
Le dispositif de contrôle (WPC13) est un onduleur PWM de tension à 3 niveaux qui utilise des éléments IGBT Mitsubishi. Cinq onduleurs (4 unités de circuit principal + 1 bloc d'alimentation auxiliaire) sont installés dans un appareil, et l'unité de circuit principal utilise une méthode de commande 1C1M qui commande un moteur de traction avec un onduleur.

## Modifications
D'août 1994 à mars 1995, des dispositifs de sécurité ATS-P pour 78 véhicules de la série 0 ont été installés. Ils seront installés d'usine pour ceux sortant après cette date.
Le 25 décembre 1995, à la gare d'Aimotō sur la ligne JR Takarazuka, un accident s'est produit au cours duquel quatre voitures de la série 207-0 ont franchi la position d'arrêt, en raison d'une défaillance des freins due à la neige, et sont entrés dans la ligne latérale de sécurité et ont déraillé. À la suite de cet accident, des modifications de résistance au froid et à la neige, telles que les freins à neige, ont été effectuées.
Le 8 mars 1997, afin de pouvoir les exploiter sur la ligne JR Tozai, qui a ouvert ses portes, les modifications suivantes ont été faites pour les 298 voitures qui ont déjà été produites.
- Installation d'équipements embarqués ATS-P (car les voitures sans ATS-P ne peuvent pas rouler sur la ligne JR Tozai)
- Ajout de la fonction de commutation 1-panto / 2-panto à tous les véhicules de la série 207-0
- Ajout d'un pantographe sur la série 207-1000
- Améliorer l'accélération des séries 207-0, au même niveau d'efficacité que les séries 207-1000
- Incorporer les véhicules de la série 1000 dans la série 0 (passage de formation 3 à 4 voitures)
- Dispositif de découplage automatique installé sur toutes les voitures des séries 207-0

À partir de novembre 2005, la livrée sera modifiée en fonction de l'introduction de la série 321, et la couleur de la peinture passera du bleu foncé conventionnel à une combinaison de bleu marine et d'orange, qui a été achevée en mars 2006.
Phares et feux à LED installé, espace UFR installé, mise à jour des appareils électroniques sous plancher tels que les onduleurs VVVF, girouttes à LED, nez  peint en bleu à l'instar des 321, fut effectué sur les séries 207 rénovées.

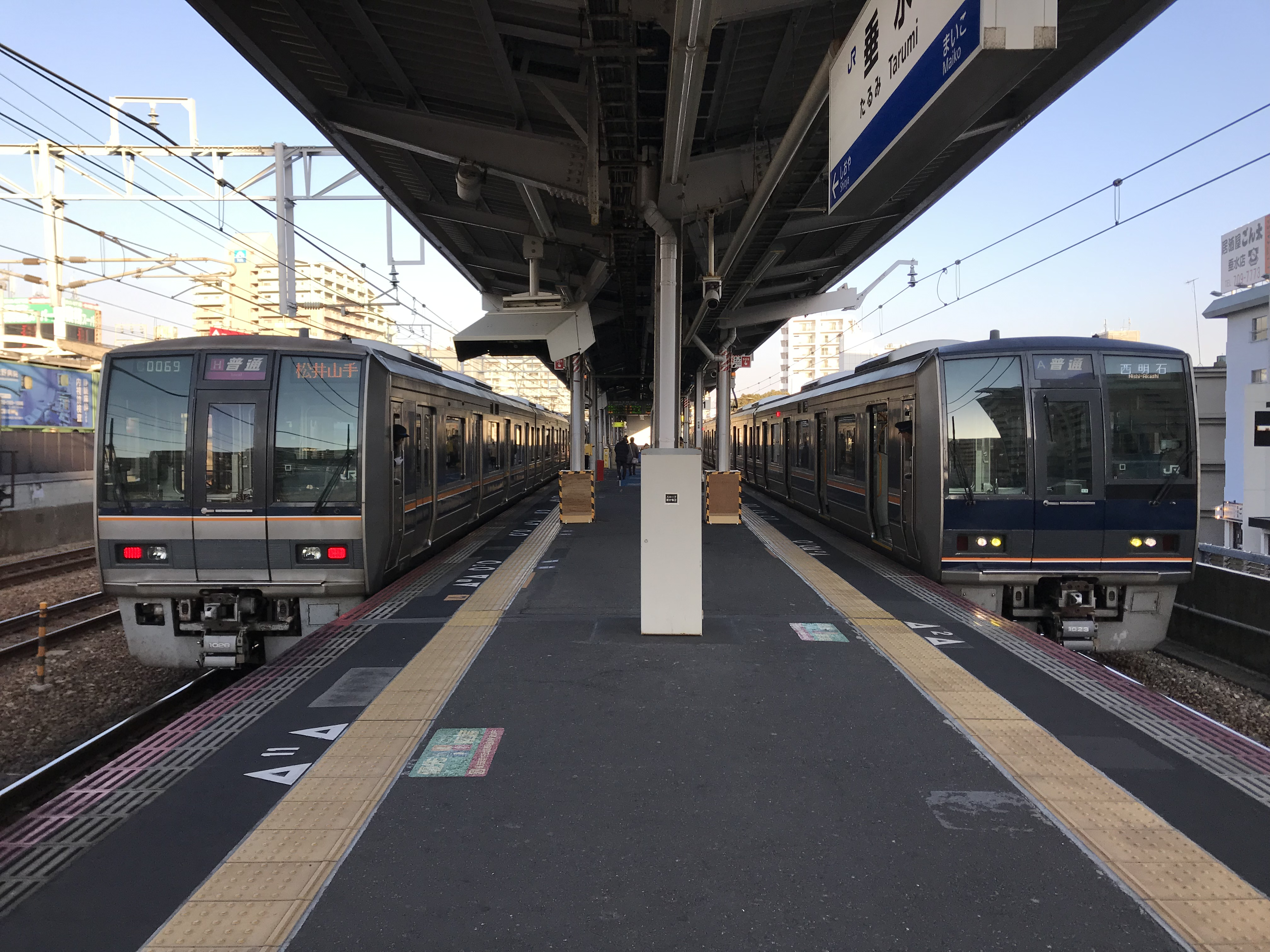
A gauche une non renovée, droite une renovée

## Exploitation
Tous les éléments sont basés au dépôt d'Akashi ,succursale de la Station générale des véhicules d'Amirai . Le fonctionnement régulier au 12 mars 2022 est le suivant, et il est couramment utilisé avec la série 321.
- Ligne A -Ligne JR Biwako / Ligne JR Kyoto / Ligne JR Kobe (Ligne principale Tokaido / Ligne principale Sanyo)|. Fonctionne entre la gare de Takatsuki et la gare de Nishi -Akeishi pendant la journée en pointe sur toute la longueur de la ligne.
- Ligne G Ligne JR Takarazuka .Il est exploité entre Amagasaki et Takarazuka pendant la journée et est souvent en interconnexion avec la ligne Tozaï et ligne Jr Kyoto.
- Ligne H Ligne JR Tōzai (tous les services)
- Ligne H Ligne Katamachi(tous les services)
- Ligne F Ligne Osaka Higashi (tous les services)
- Ligne Q Ligne Yamatoji entre la gare de Kyuhoji et Kizu
- Ligne B Ligne Kosei (un passage le matin et un le soir)

## Formations

### 207-0

#### Formation 7 voitures (Pre-séries)
| numero voiture. | 1        | 2        | 3        | 4        | 5        | 6        | 7        |
| --------------- | -------- | -------- | -------- | -------- | -------- | -------- | -------- |
| Designation     | T'c      | M1       | T        | T        | M2       | M1       | Tc       |
| Numerotation    | KuHa 206 | MoHa 207 | SaHa 207 | Saha 207 | MoHa 206 | MoHa 207 | KuHa 207 |

#### Formation 4 voitures
| numero voiture. | 4        | 5             | 6            | 7        |
| --------------- | -------- | ------------- | ------------ | -------- |
| Designation     | T'c      | M2            | M1           | Tc       |
| Numerotation    | KuHa 206 | MoHa 206      | MoHa 207     | KuHa 207 |
| Designation     | T'c      | M2            | M1           | Tc       |
| Numerotation    | KuHa 206 | MoHa 207-1500 | MoHa 207–500 | KuHa 207 |

### 207-1000/2000

#### Formation 4 voitures
| numéro voiture. | 4             | 5             | 6             | 7               |
| --------------- | ------------- | ------------- | ------------- | --------------- |
| Designation     | T'c           | M             | T1            | Mc              |
| Numerotation    | KuHa 206–1000 | MoHa 207–1000 | SaHa 207-1100 | KuMoHa 207–1000 |
| Designation     | T'c           | M             | T             | Mc              |
| Numerotation    | KuHa 206–1000 | MoHa 207–1000 | SaHa 207–1000 | KuMoHa 207–1000 |
| Designation     | T'c           | M             | T             | Mc              |
| Numerotation    | KuHa 206-2000 | MoHa 207-2000 | SaHa 207-2000 | KuMoHa 207-2000 |

#### Formation 3 voitures
| Car No.     | 1             | 2             | 3               |
| ----------- | ------------- | ------------- | --------------- |
| Designation | T'c           | T             | Mc              |
| Numbering   | KuHa 206–1000 | SaHa 207–1000 | KuMoHa 207–1000 |
| Designation | T'c           | T             | Mc              |
| Numbering   | KuHa 206-2000 | SaHa 207-2000 | KuMoHa 207-2000 |

### Information
- MoHa ou Moha (モハ) : motrice sans cabine
- SaHa ou Saha (サハ) : remorque sans cabine
- KuHa ou Kuha (クハ) : remorque avec cabine
- KuMoHa ou Kumoha (クモハ) : motrice avec cabine

## Modélisme
La série 207 (1000) est reproduite par TOMIX (Tomytec) à l'echelle N.

## Galerie photos

### Extérieur

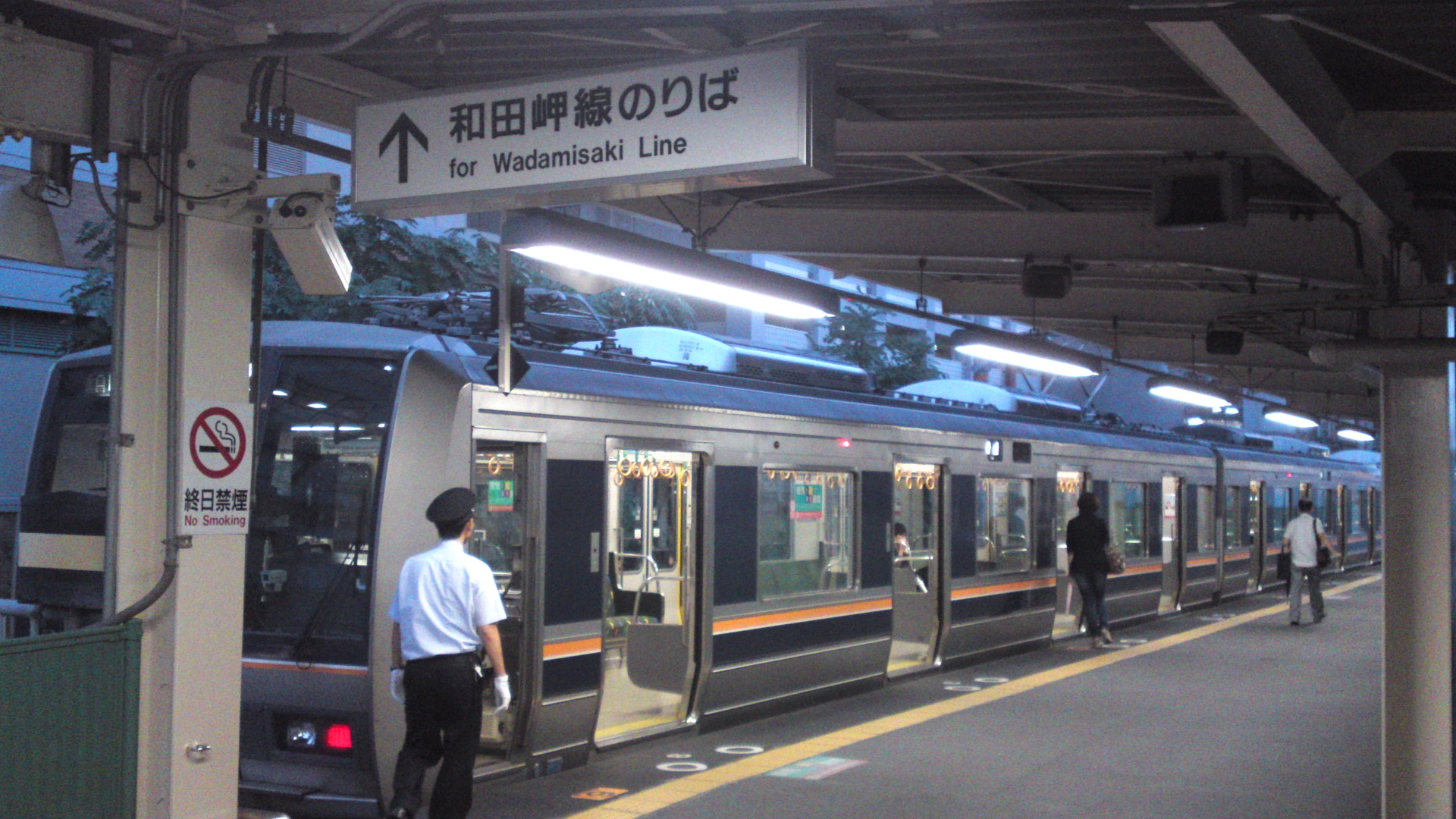
Rame à quai
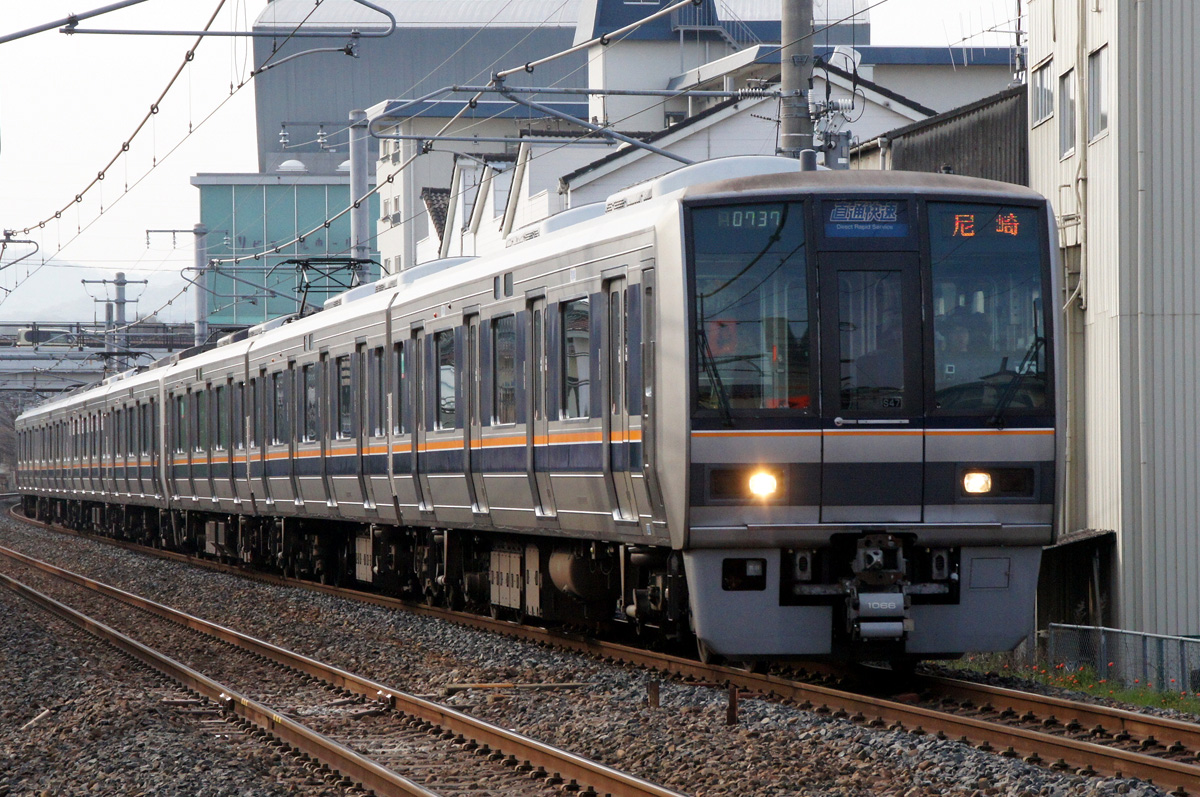
Une formation sur la ligne Yamatoji
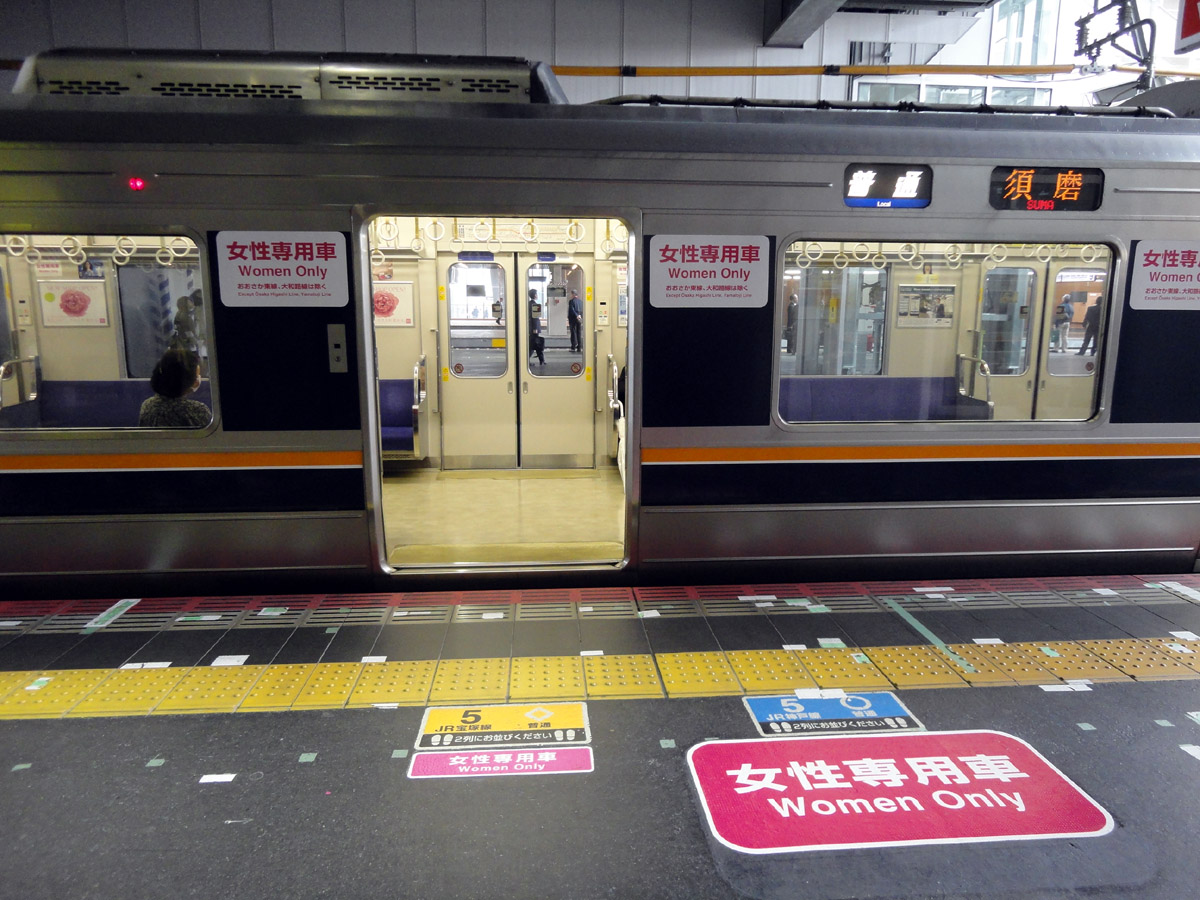
voiture reservée,notez les repères au sol
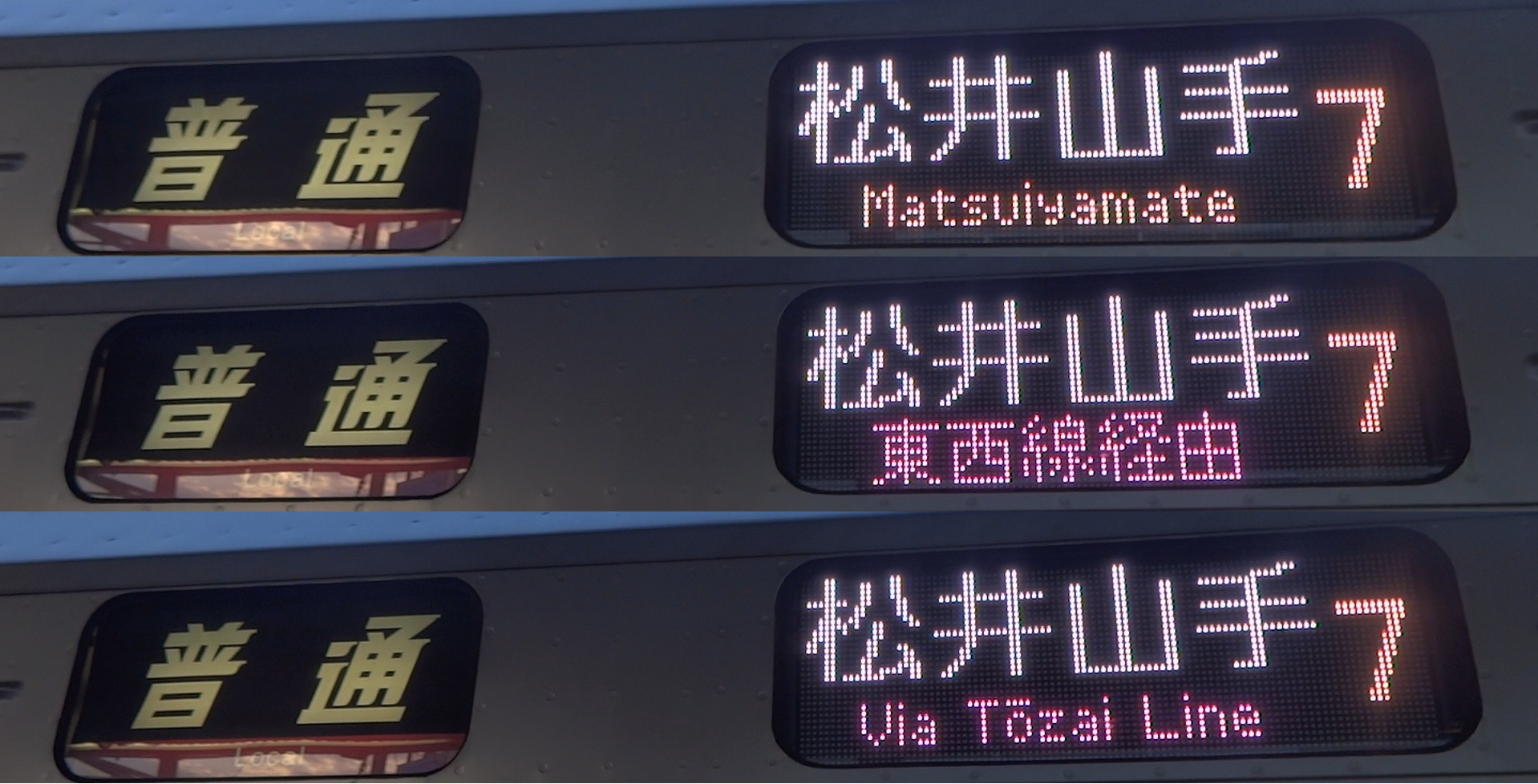
girouette bi mode
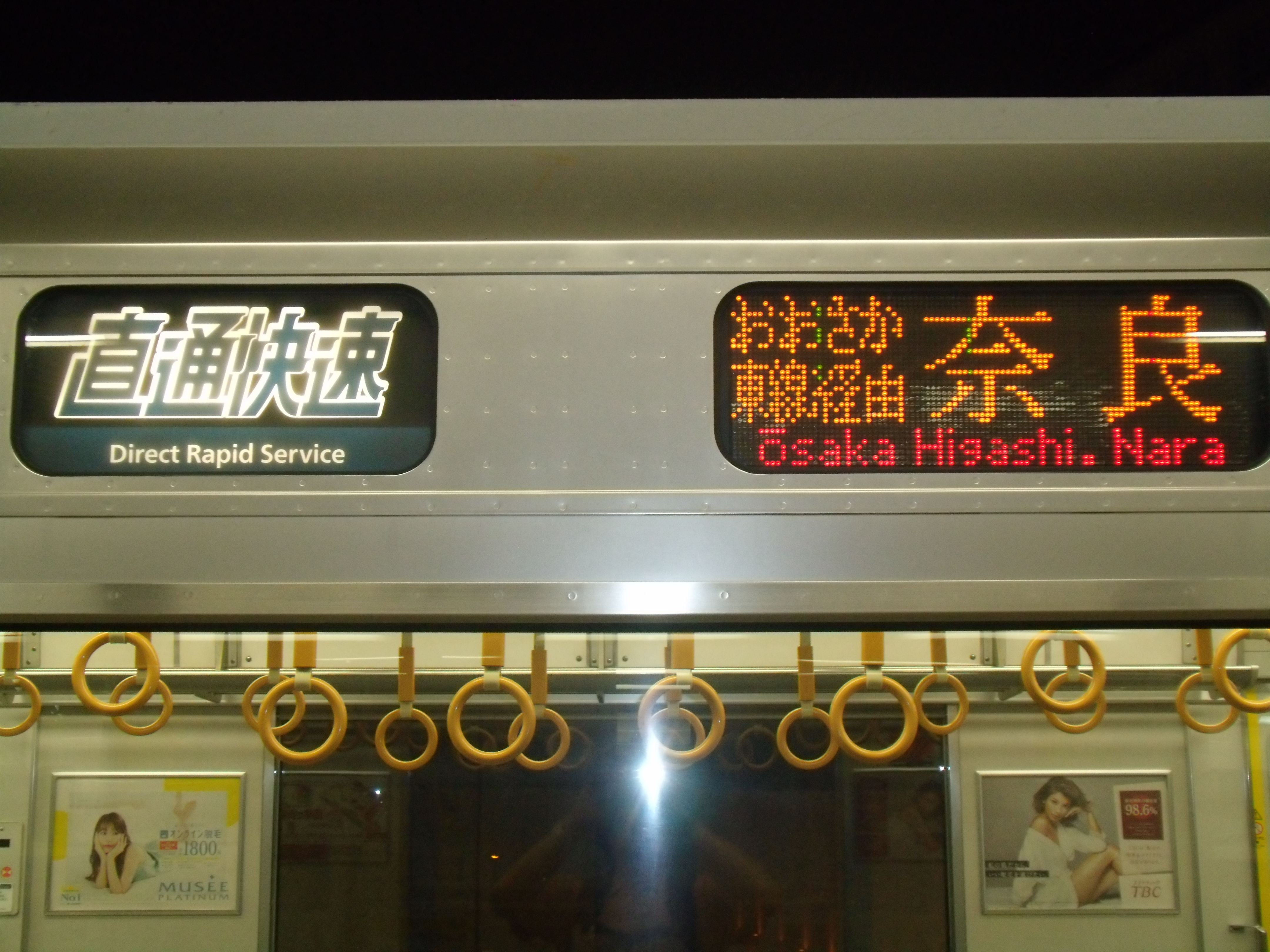
girouette bi mode "special rapid"
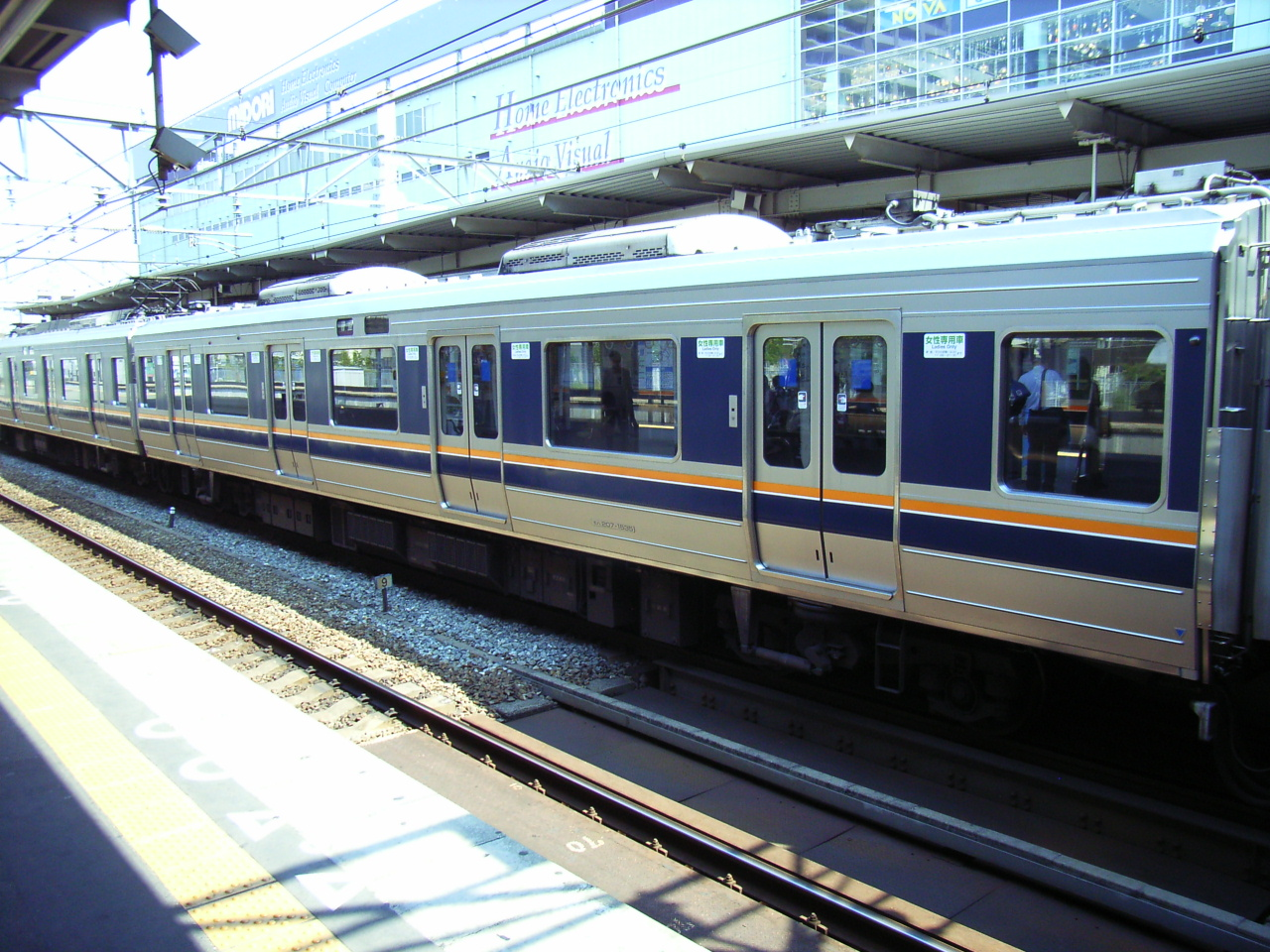
voiture reservée aux femmes
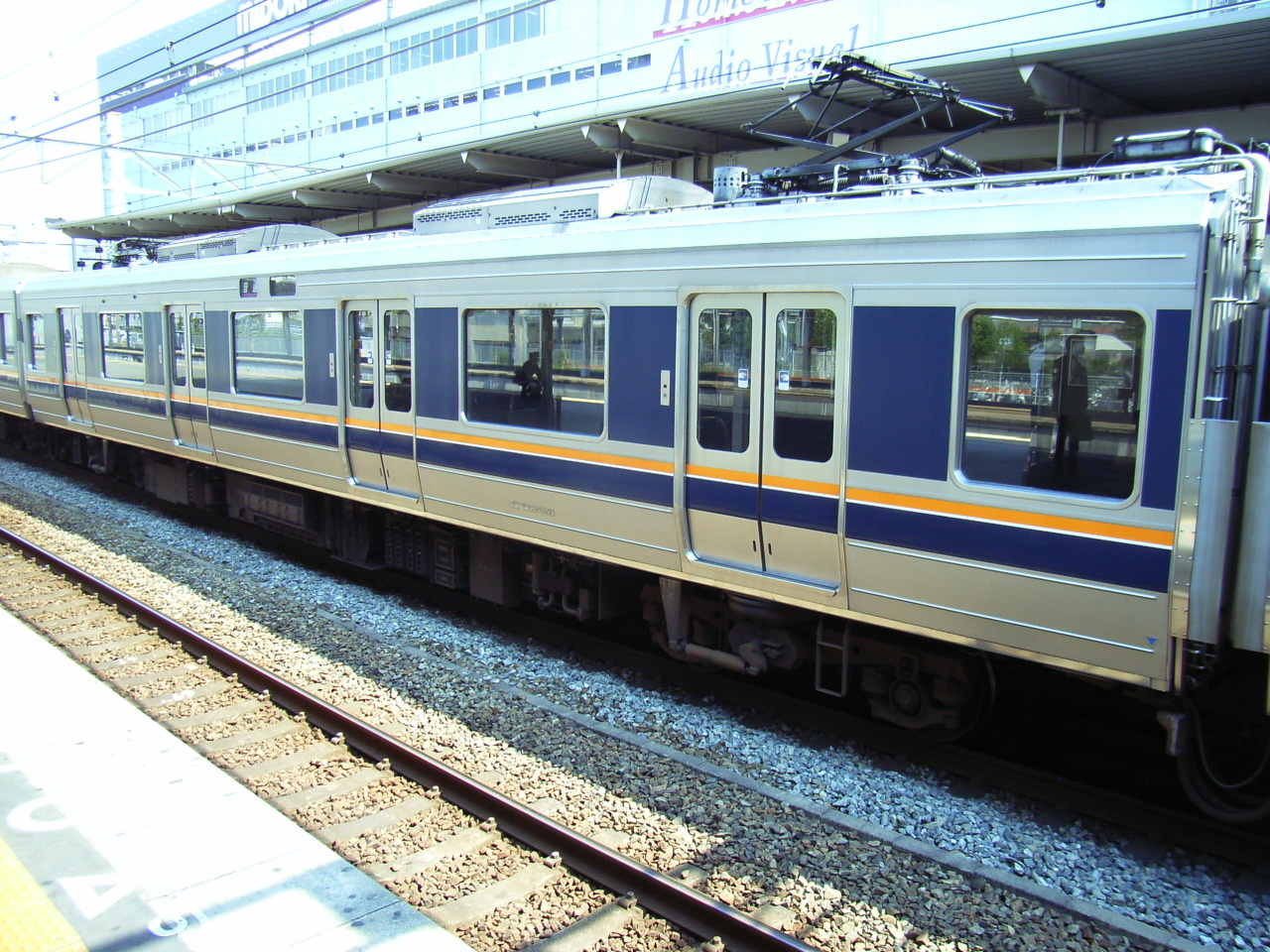
MoHa à Kyōtō
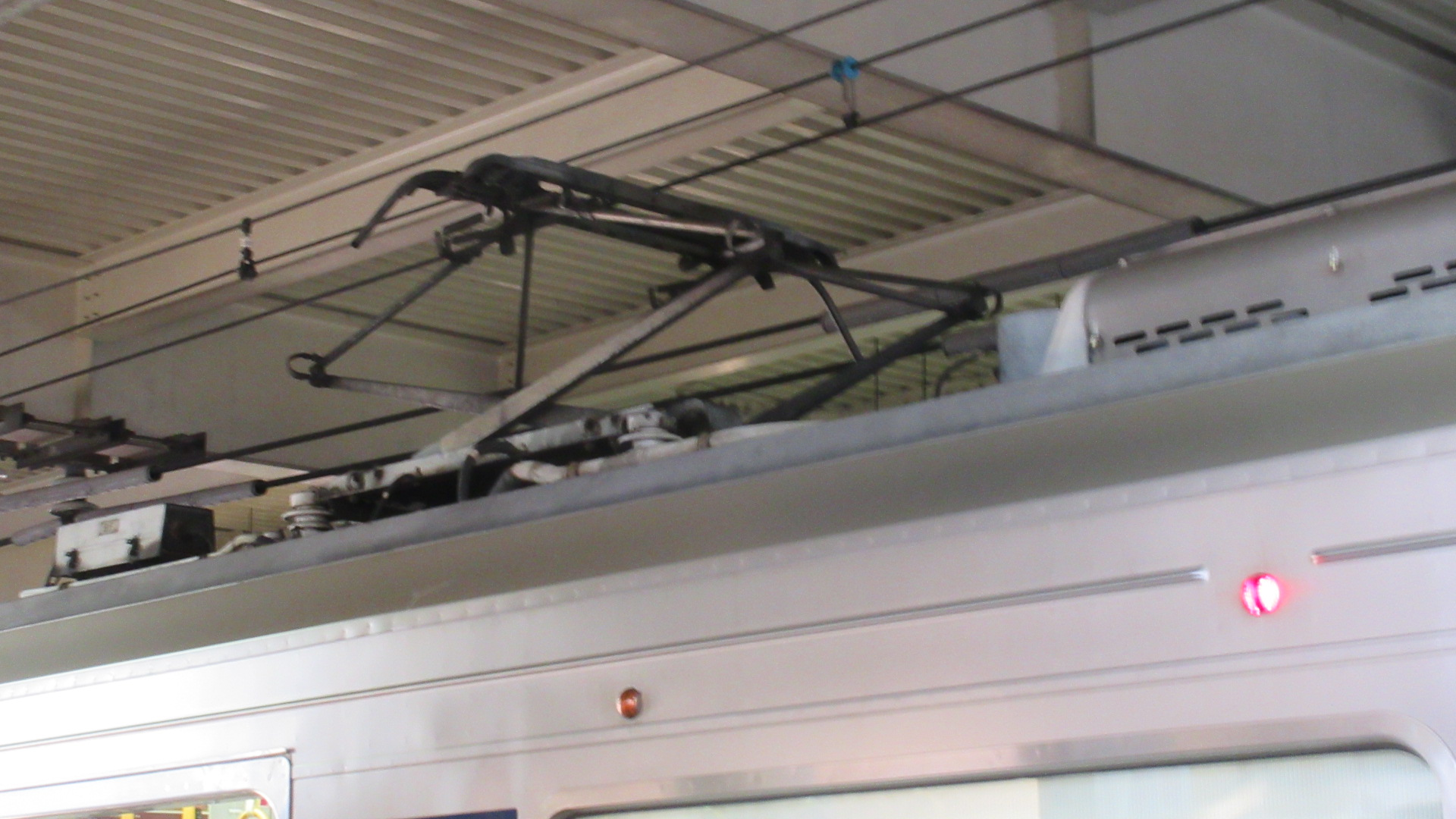
Pantographe
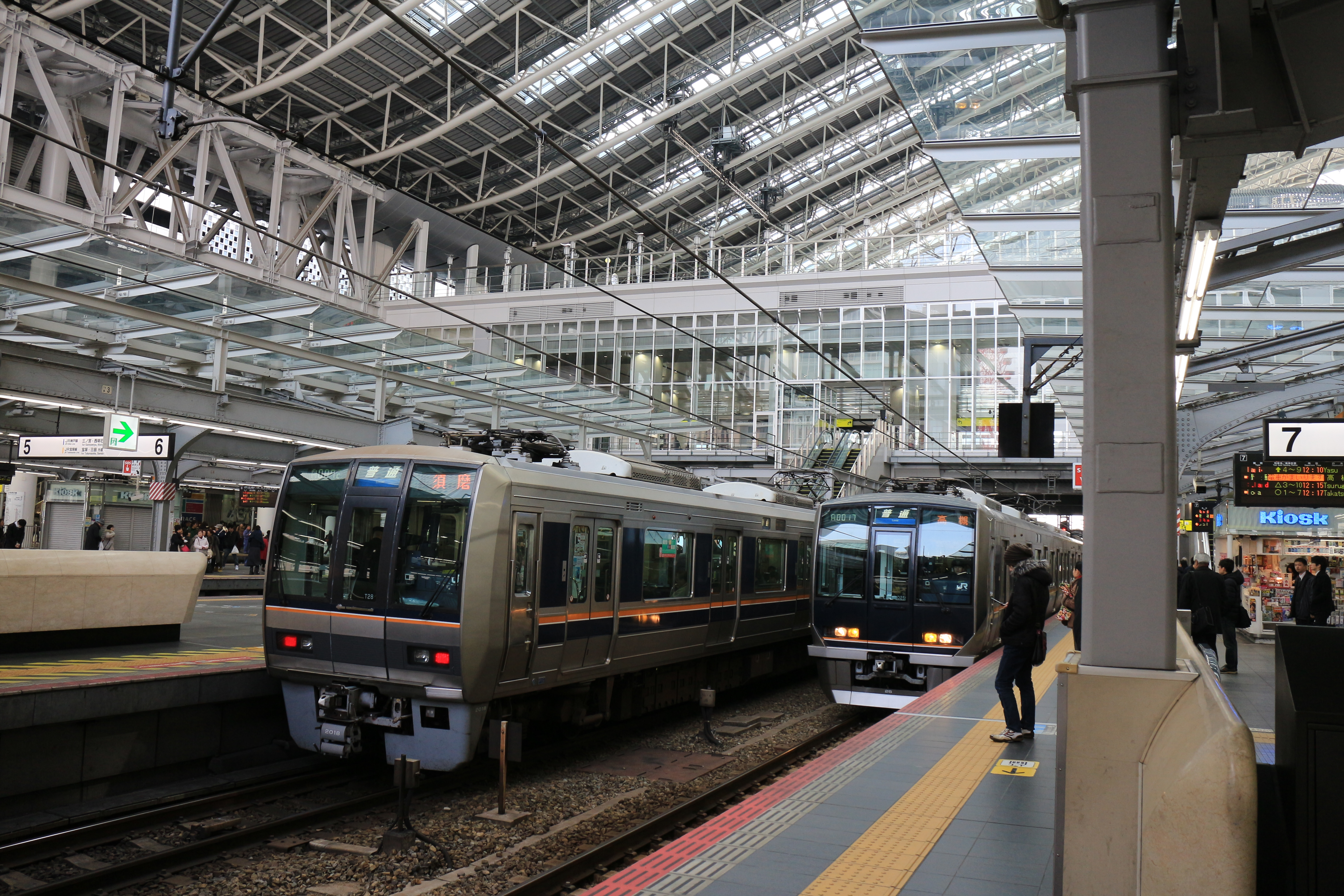
Gare d'Osaka, 207(gauche)-321(droite)
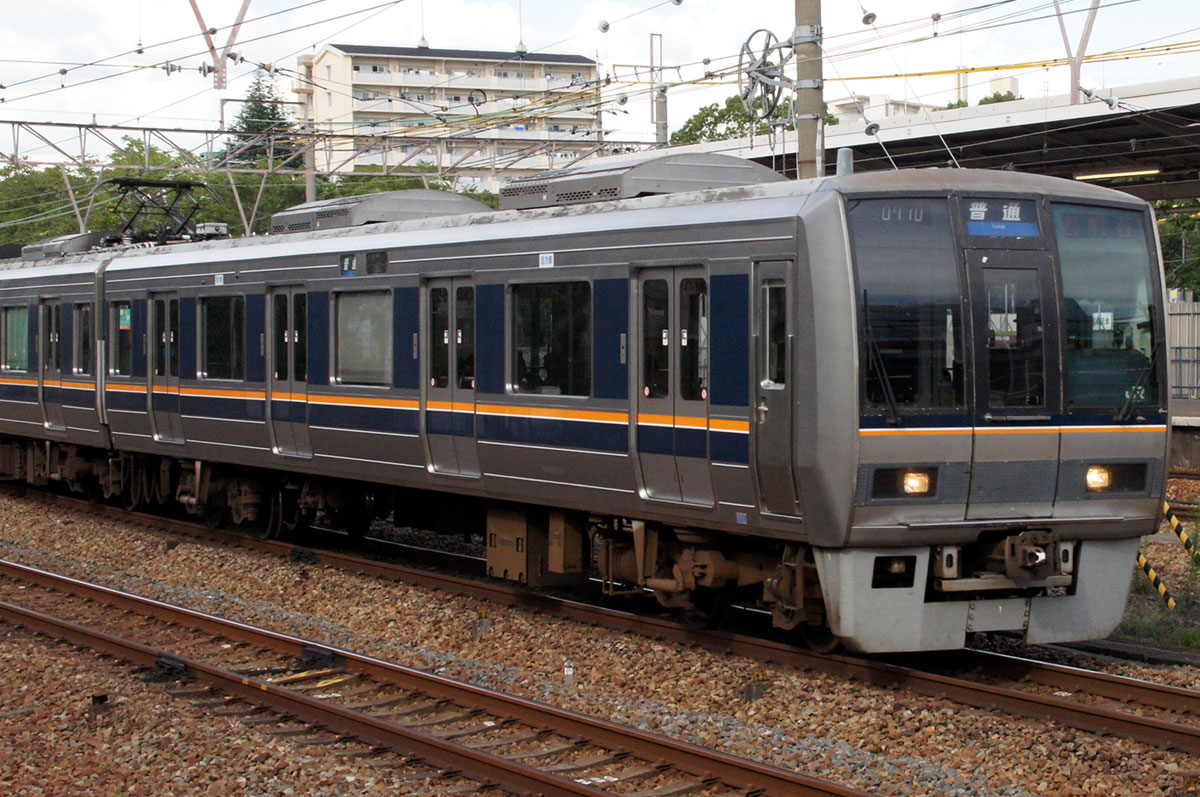

### Intérieur

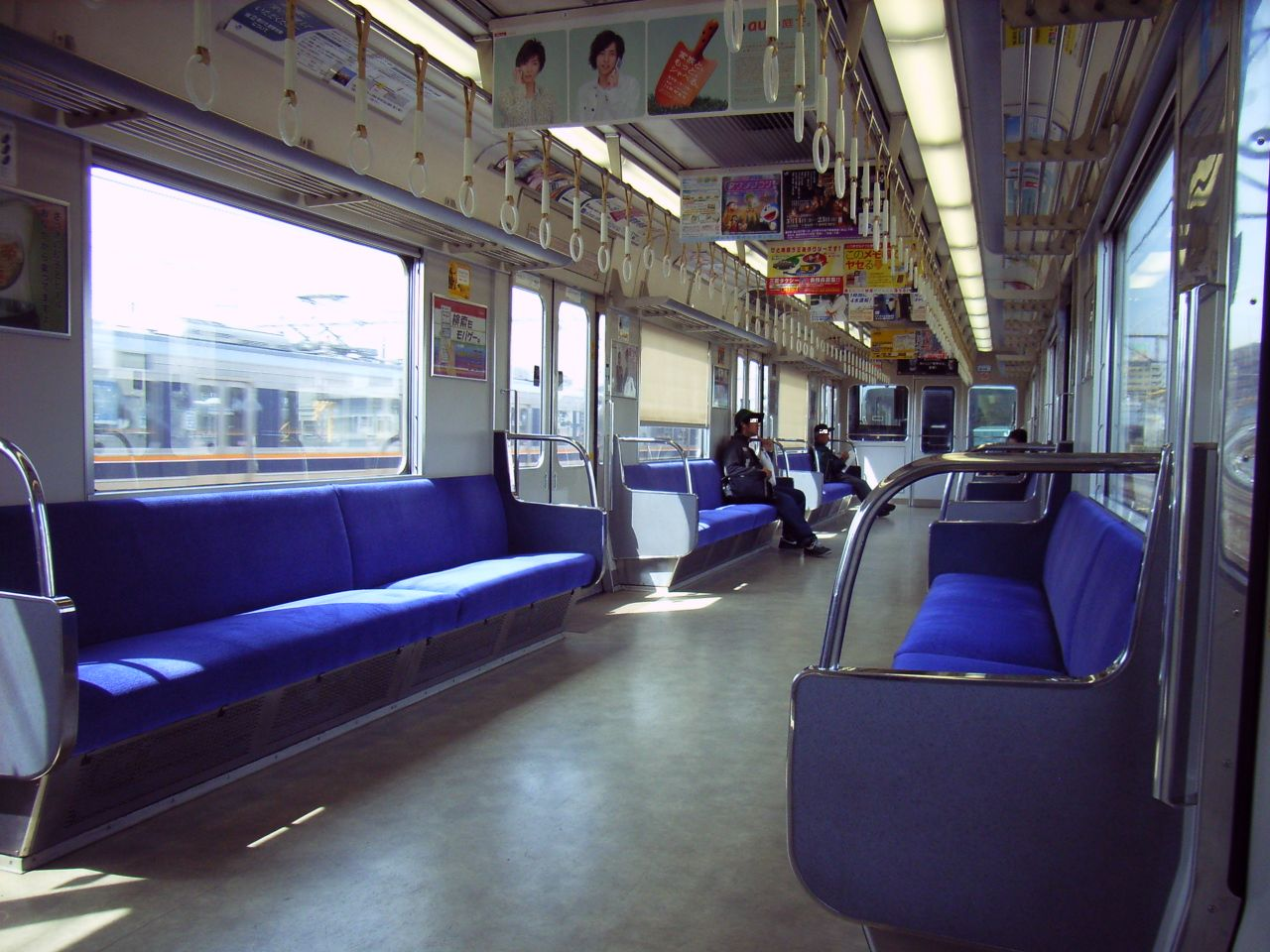
Intérieur d'origine d'une 207
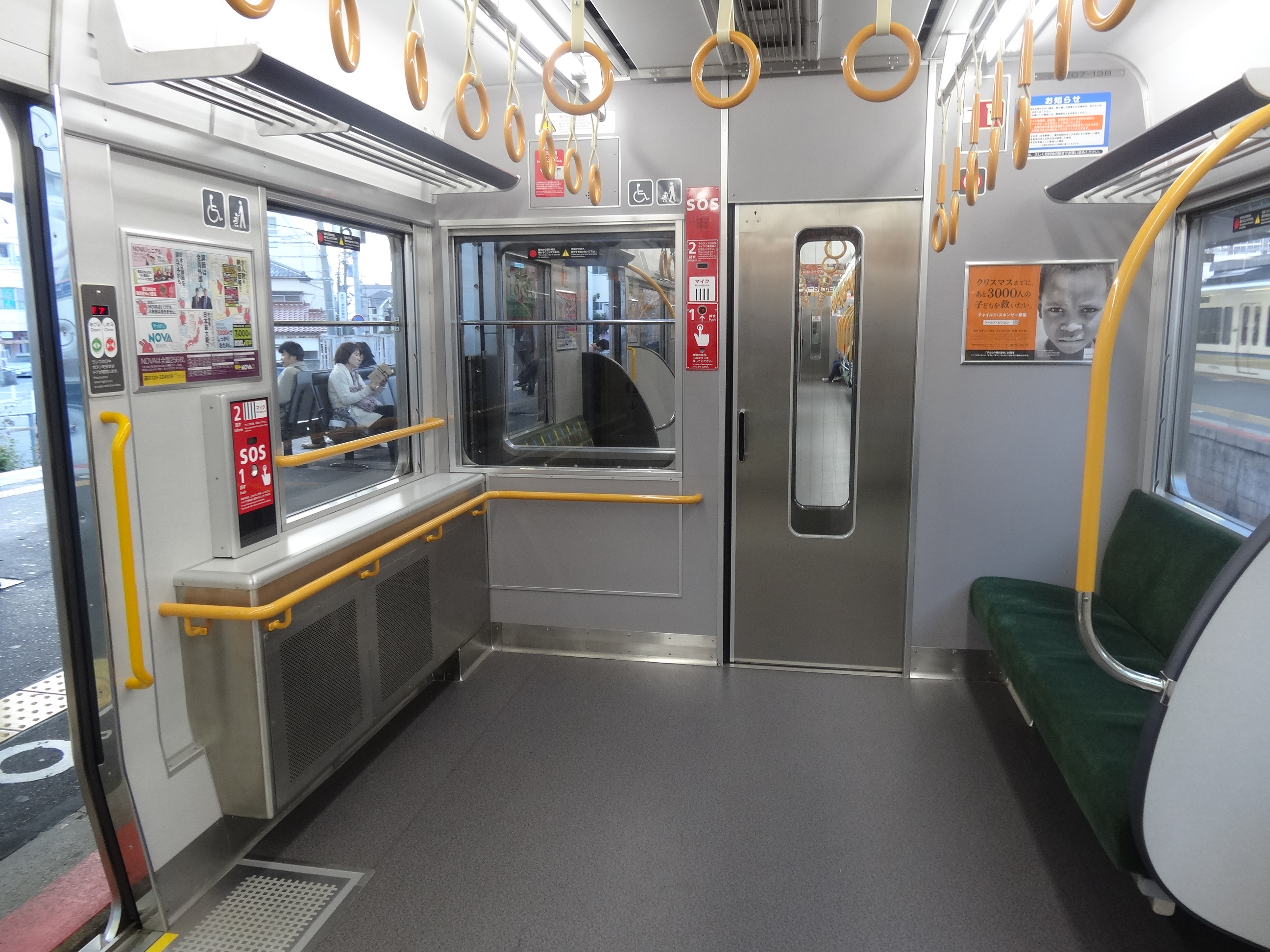
Espace UFR
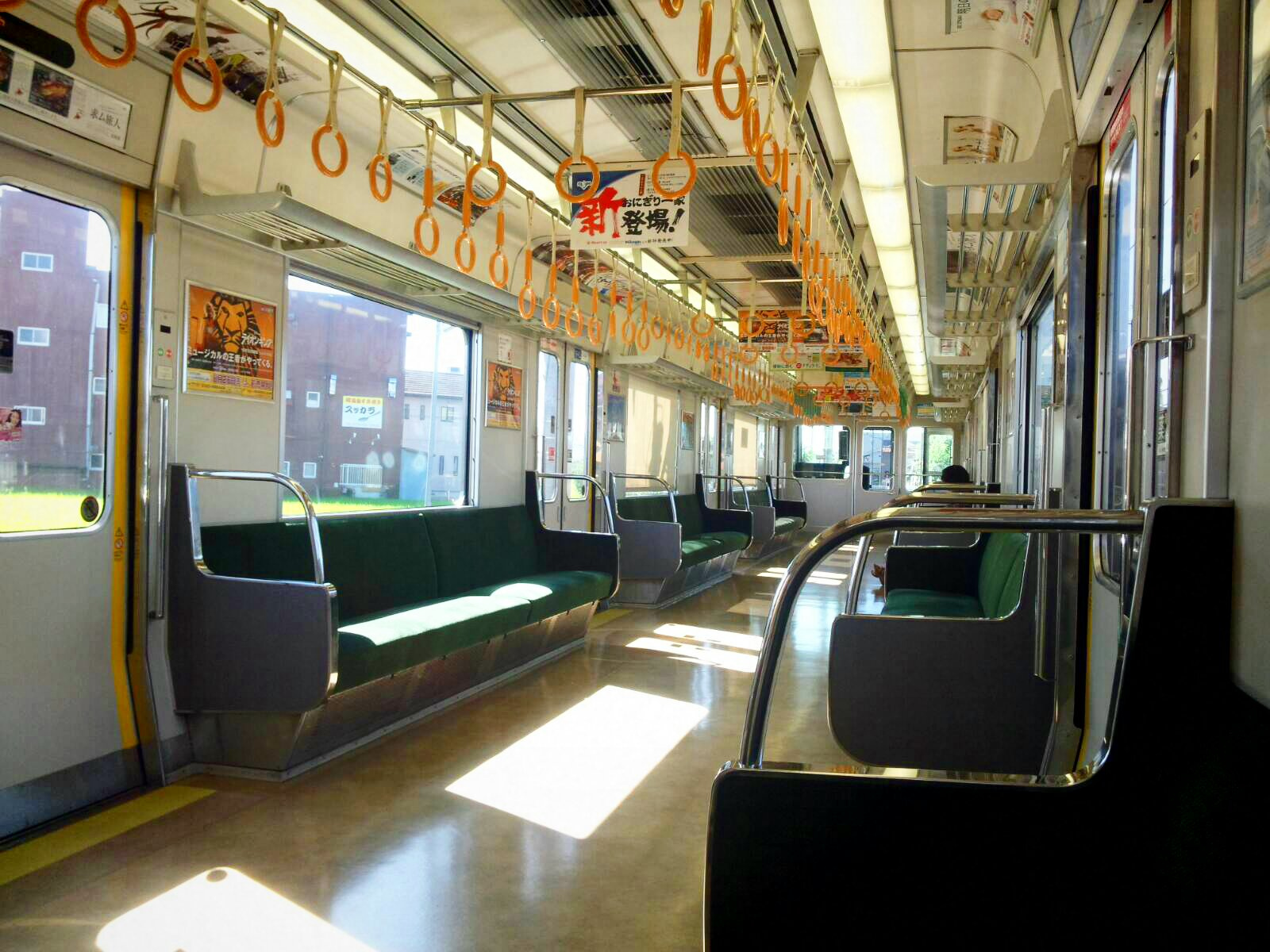
Interieur série 207-1000
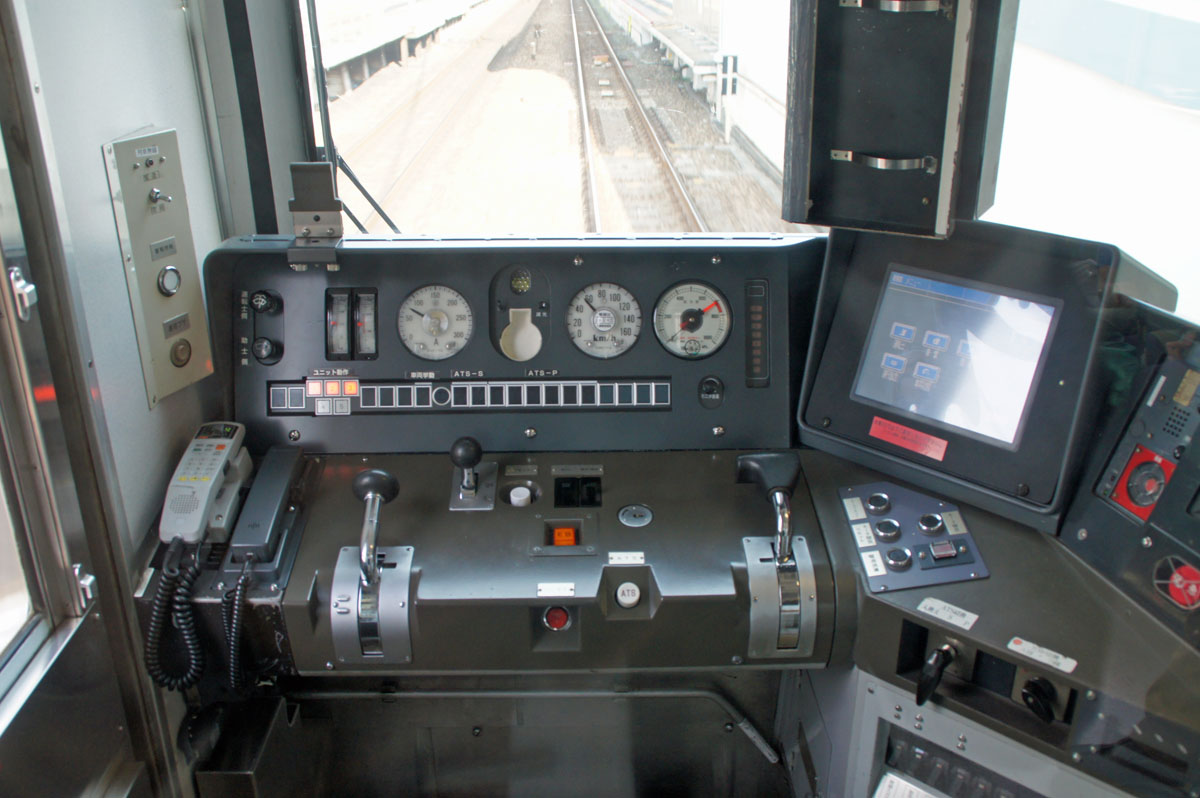
Poste de conduite 207-0
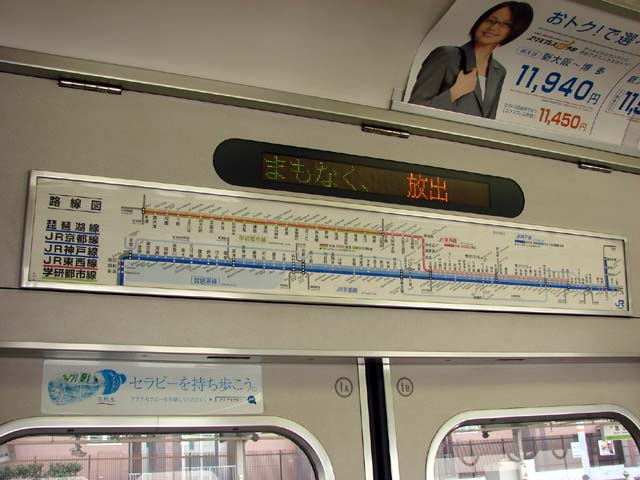
Thermomètre de ligne et affichage LED
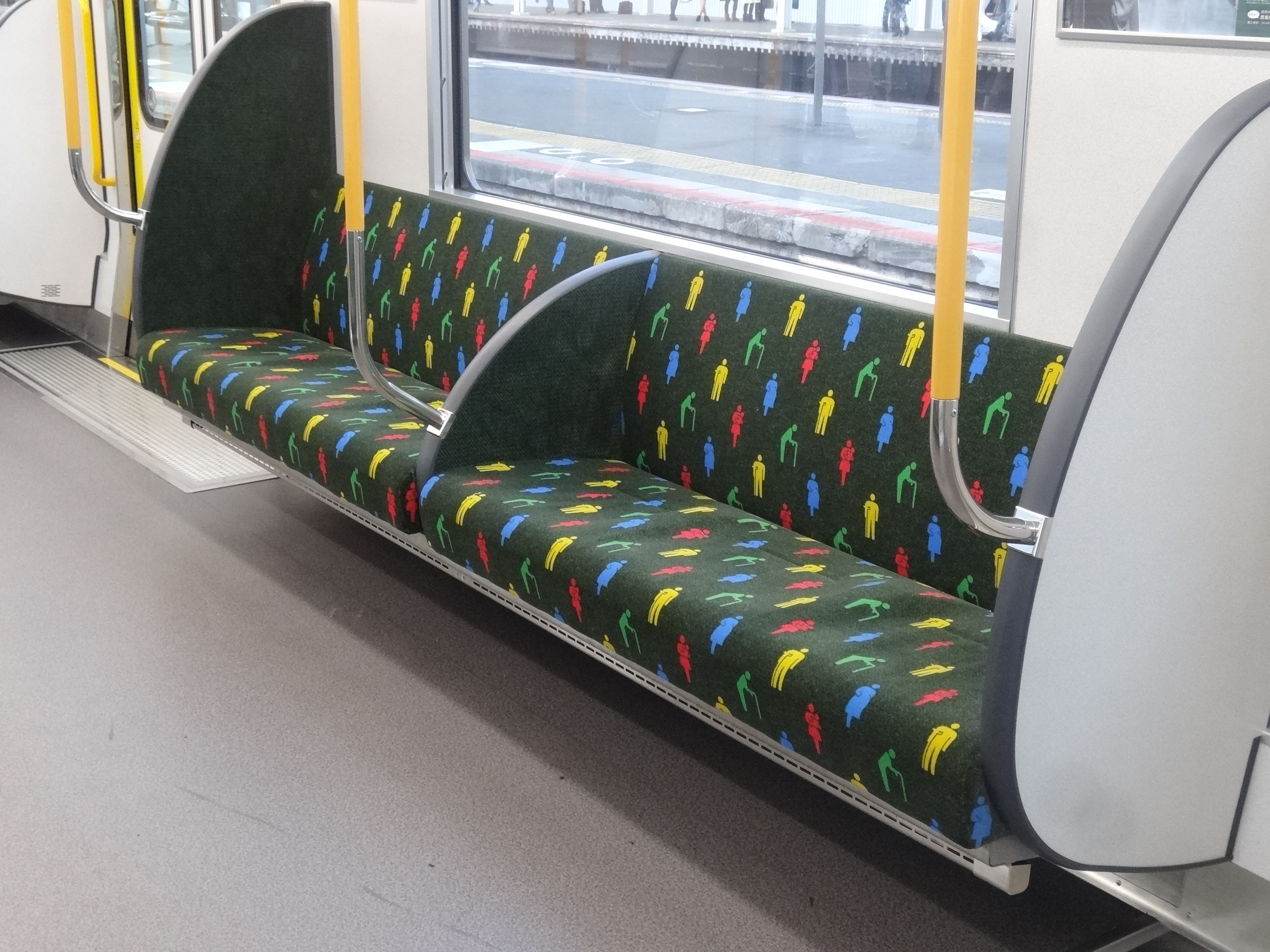
Sièges renovés avec cloison